# Saint-Maurice-de-Tavernole
Saint-Maurice-de-Tavernole – miejscowość i dawna gmina we Francji, w regionie Nowa Akwitania, w departamencie Charente-Maritime. W dniu 1 stycznia 2016 roku z połączenia trzech ówczesnych gmin – Moings, Réaux oraz Saint-Maurice-de-Tavernole – utworzono nową gminę Réaux sur Trèfle. W 2013 roku populacja Moings wynosiła 142 mieszkańców. 